# Wiktor Jerzunow
Wiktor Iwanowicz Jerzunow (ros. Виктор Иванович Ерзунов, ur. 1926 w Kuźniecku, zm. 29 września 2010) – radziecki działacz partyjny i państwowy.
Od 1951 należał do WKP(b), był sekretarzem Komitetu Miejskiego KPZR w Kuźniecku, a od 1962 do stycznia 1963 przewodniczącym obwodowej rady związków zawodowych w Penzie. Od grudnia 1962 do grudnia 1964 był przewodniczącym Komitetu Wykonawczego Penzeńskiej Przemysłowej Rady Obwodowej, a od grudnia 1964 do lipca 1986 I sekretarzem Komitetu Miejskiego KPZR w Penzie. Był odznaczony trzema Orderami Czerwonego Sztandaru Pracy i Orderem Przyjaźni Narodów.